# Gastrophryne carolinensis
Gastrophryne carolinensis är en groddjursart som först beskrevs av John Edwards Holbrook 1835.  Gastrophryne carolinensis ingår i släktet Gastrophryne och familjen Microhylidae. IUCN kategoriserar arten globalt som livskraftig. Inga underarter finns listade i Catalogue of Life.